# コラリー・バルミー

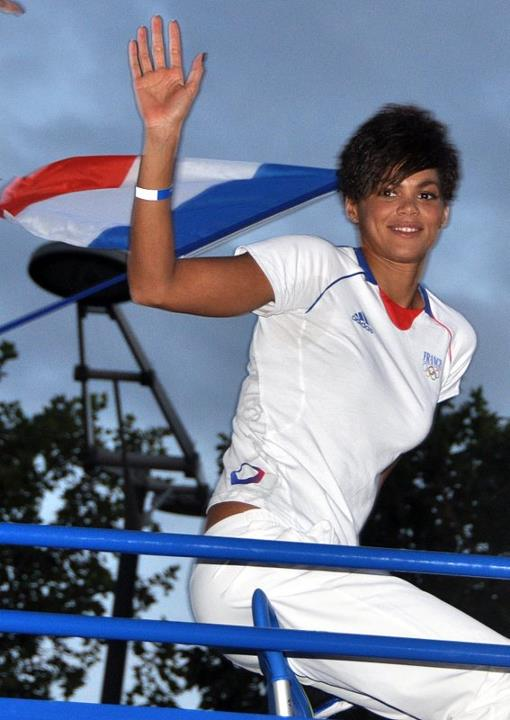
2012年ロンドンオリンピックフランス人メダリストのパレード

コラリー・バルミー（Coralie Balmy, 1987年6月2日 - ）は、フランスの海外県マルティニーク・ラ・トリニテ出身の元女子競泳選手。専門は自由形。2012年ロンドンオリンピック4×200mフリーリレーの銅メダリスト、200m自由形の元短水路世界記録保持者。

## 経歴
父で獣医師のジョゼフ（マルティニーク人）と母シルヴィー（アルザス人）の下、マルティニークのラ・トリニテに生まれる。4歳の時にサント＝マリーにある水泳クラブで水泳を始め、15歳の時（2002年）に生まれ育ったマルティニークを離れ本土に移った。

### 2008年ヨーロッパ選手権
2008年3月、アイントホーフェンで開催されたヨーロッパ選手権に出場。4×200mフリーリレーの決勝で第2泳を務めると、チーム最速のスプリットタイムとなる1分56秒58をマークし、7分52秒09のフランス新記録樹立と金メダル獲得に貢献した。400m自由形決勝ではフェデリカ・ペレグリニが4分01秒53の世界新記録で優勝した中、世界歴代4位の記録となる4分04秒15で銀メダルを獲得した。

### 2008年オリンピック
2008年8月、北京で開催されたオリンピックに出場。400m自由形では決勝に進出するも、レベッカ・アドリントン（4分03秒22）、ケイティ・ホフ（4分03秒29）、ジョアン・ジャクソン（4分03秒52）に次ぐ4位（4分03秒60）に終わり、0秒08差でメダルを逃した。4×200mフリーリレーでは予選で第4泳を務めると、チーム最速のスプリットタイムとなる1分55秒86をマークし、世界記録に0秒28差と迫る7分50秒37のオリンピック新記録及びヨーロッパ新記録樹立に貢献した。メダルが期待された決勝では第1泳を務め、1分56秒57をマークして1位で第2泳に引き継いだが、最終的にフランスは予選よりもタイムを落とし7分50秒66の5位に終わった。

### 2008年ワールドカップ
2008年11月16日、ワールドカップ・ベルリン大会の400m自由形決勝で短水路世界歴代2位の記録となる3分56秒24をマークし、同じフランスのロール・マナドゥが持つ短水路世界記録（3分56秒09）に0秒15差まで迫った。

### 2008年フランス短水路選手権
2008年12月6日、フランス短水路選手権の200m自由形決勝において、リスベス・レントンの持つ短水路世界記録（1分53秒29）とロール・マナドゥの持つ短水路ヨーロッパ記録及びフランス記録（1分53秒48）を更新する1分53秒18をマークした。これによりバルミーは、1964年のクリスティーヌ・キャロン（長水路100m背泳ぎ）、1988年のカトリーヌ・プレビンスキー（長水路50mバタフライ）、2004年のローレ・マナドゥ（短水路1500m自由形）に次いで、個人種目の競泳世界記録を破った史上4人目のフランス女性となった。なお、この世界記録及びヨーロッパ記録は2008年12月14日にイタリアのフェデリカ・ペレグリニによって1分51秒85に、フランス記録は2010年12月15日にカミーユ・ムファによって1分53秒17にそれぞれ塗り替えられた。

### 2008年ヨーロッパ短水路選手権
2008年12月、リエカで開催されたヨーロッパ短水路選手権に出場。800m自由形決勝ではアレッシア・フィリッピとの世界新決着となったが、従来の短水路世界記録（8分08秒00）を大幅に塗り替えたフィリッピ（8分04秒53）に及ばず2位（8分05秒32）に終わった。400m自由形決勝ではロール・マナドゥの持つ短水路世界記録（3分56秒09）に迫る3分56秒39をマークし、カミーユ・ムファ（3分57秒48）や今大会800m自由形の金メダリストであるアレッシア・フィリッピ（3分59秒35）などを抑えてヨーロッパタイトルを獲得した。短水路世界記録保持者として臨んだ200m自由形決勝では、フェデリカ・ペレグリニがバルミーの持つ短水路世界記録を1分51秒85に塗り替えて優勝した中、1分55秒13の5位に終わった。

### 2010年世界短水路選手権
2010年12月、ドバイで開催された世界短水路選手権に出場。4×200mフリーリレーで第2泳を務め、決勝では第2泳者の中で2番目のスプリットタイムとなる1分53秒71をマークし、短水路ヨーロッパ新記録樹立と銅メダル獲得に貢献した。

### 2012年オリンピック
7-8月、ロンドンで開催されたオリンピックに出場。個人種目には400mと800mの自由形に出場し両種目で決勝に進出したが、400m自由形はメダルには2秒94及ばず6位（4分05秒95）、800m自由形はメダルに8秒94及ばず7位（8分29秒26）に終わった。リレー種目には4×200mフリーリレー決勝に出場し第4泳を務めた。フランスは第1泳のカミーユ・ムファが1位で引き継ぐも第2泳のシャルロット・ボネが3位に下げ、第3泳のオフェリー＝クレール・エティエンヌは3位をキープしたままバルミーに引き継いだ。バルミーは1分56秒16のスプリットタイムをマークして3位（7分47秒49）のままフィニッシュし、アメリカ（7分42秒92）とオーストラリア（7分44秒41）に次いで銅メダルを獲得した。

### 2013年世界選手権
2013年7-8月、バルセロナで開催された世界選手権に出場。4×200mフリーリレーで第4泳を務め、チーム最速スプリットタイムの1分56秒02をマーク。フランスは第1泳のカミーユ・ムファと第2泳のシャルロット・ボネが1位、第3泳のミレーヌ・ラザールが3位で引継ぎ、バルミーも3位をキープしたまま7分48秒43でフィニッシュし、アメリカ（7分45秒14）とオーストラリア（7分47秒08）に次いで銅メダルを獲得した。

### 現役引退
オリンピック・世界選手権・世界短水路選手権で銅メダルを獲得、ヨーロッパチャンピオンに4回、フランスチャンピオンに30回輝き、世界記録やフランス記録樹立などの輝かしい実績を残し、2016年リオデジャネイロオリンピック後に29歳で現役を引退した。

### 引退後
引退後はル・グロ＝デュ＝ロワの「CESTMed」、フランス領ポリネシアの「Te Mana O Te Moana」という2つのウミガメ保護センターでボランティアとして働くなどした後に、人々の海洋環境への意識を高めることなどを目的とした協会「Be Green Ocean」と「COCO AN DLO」を2019年に設立した。クレオール語で「水中のココナッツ」を意味するCOCO AN DLOでは、マルティニークの若い世代の意識を高めることに加えて学校での水泳指導にも取り組んでいる。
2024年6月、マルティニーク内を走るパリオリンピック聖火リレーのランナーを務め、フォール・ド・フランスにある聖火台に火を灯した。

## 人物・エピソード
- 元恋人は同じフランスの競泳選手でオリンピック金メダリストのアラン・ベルナール。2008年北京オリンピックの頃から付き合い始めた2人はフランスのスポーツ界で最も有名なカップルとなったが、その関係は2013年8月に終わった[30][31][32]。
- 本土に移るまで泳いでいたサント＝マリー（英語版）のプールには2009年からバルミーの名が付けられている[32]。

## 主要国際大会の成績
世界水泳連盟のウェブサイトなど参照
| 年           | 大会                     | 場所               | 種目                   | 結果         | 記録         | 泳順         | 備考           |
| フランス代表 | フランス代表             | フランス代表       | フランス代表           | フランス代表 | フランス代表 | フランス代表 | フランス代表   |
| ------------ | ------------------------ | ------------------ | ---------------------- | ------------ | ------------ | ------------ | -------------- |
| 2003         | ヨーロッパジュニア選手権 | グラスゴー         | 100m自由形             | 6位          | 57秒40       |              |                |
| 2003         | ヨーロッパジュニア選手権 | グラスゴー         | 200m自由形             | 8位          | 2分06秒69    |              |                |
| 2003         | ヨーロッパジュニア選手権 | グラスゴー         | 4x100mメドレーリレー   | 6位          | 4分17秒73    | 4泳          |                |
| 2006         | ヨーロッパ短水路選手権   | ヘルシンキ         | 100m自由形             | 予選27位     | 56秒10       |              |                |
| 2006         | ヨーロッパ短水路選手権   | ヘルシンキ         | 400m自由形             | 7位          | 4分04秒34    |              |                |
| 2006         | ヨーロッパ短水路選手権   | ヘルシンキ         | 200m背泳ぎ             | 予選18位     | 2分12秒73    |              |                |
| 2007         | ユニバーシアード         | バンコク           | 400m自由形             | 銀メダル     | 4分10秒08    |              |                |
| 2007         | ヨーロッパ短水路選手権   | デブレツェン       | 200m自由形             | 銅メダル     | 1分54秒43    |              |                |
| 2007         | ヨーロッパ短水路選手権   | デブレツェン       | 400m自由形             | 6位          | 4分04秒06    |              |                |
| 2007         | ヨーロッパ短水路選手権   | デブレツェン       | 800m自由形             | 5位          | 8分17秒65    |              |                |
| 2008         | ヨーロッパ選手権         | アイントホーフェン | 400m自由形             | 銀メダル     | 4分04秒15    |              |                |
| 2008         | ヨーロッパ選手権         | アイントホーフェン | 4x200mフリーリレー     | 金メダル     | 7分52秒09    | 2泳          | フランス記録   |
| 2008         | オリンピック             | 北京               | 400m自由形             | 4位          | 4分03秒60    |              |                |
| 2008         | オリンピック             | 北京               | 800m自由形             | 予選12位     | 8分28秒34    |              |                |
| 2008         | オリンピック             | 北京               | 4x200mフリーリレー     | 5位          | 7分50秒66    | 1泳          |                |
| 2008         | ヨーロッパ短水路選手権   | リエカ             | 200m自由形             | 5位          | 1分55秒13    |              |                |
| 2008         | ヨーロッパ短水路選手権   | リエカ             | 400m自由形             | 金メダル     | 3分56秒39    |              |                |
| 2008         | ヨーロッパ短水路選手権   | リエカ             | 800m自由形             | 銀メダル     | 8分05秒32    |              | フランス記録   |
| 2009         | 地中海競技大会           | ペスカーラ         | 400m自由形             | 銀メダル     | 4分05秒37    |              |                |
| 2009         | 世界選手権               | ローマ             | 200m自由形             | 準決勝10位   | 1分56秒79    |              |                |
| 2009         | 世界選手権               | ローマ             | 400m自由形             | 5位          | 4分03秒29    |              |                |
| 2009         | 世界選手権               | ローマ             | 800m自由形             | 予選11位     | 8分31秒39    |              |                |
| 2009         | 世界選手権               | ローマ             | 4x200mフリーリレー     | 7位          | 7分48秒44    | 1泳          | フランス記録   |
| 2009         | ヨーロッパ短水路選手権   | イスタンブール     | 100m自由形             | 予選30位     | 54秒68       |              |                |
| 2009         | ヨーロッパ短水路選手権   | イスタンブール     | 200m自由形             | 8位          | 1分56秒06    |              |                |
| 2009         | ヨーロッパ短水路選手権   | イスタンブール     | 400m自由形             | 金メダル     | 3分56秒55    |              |                |
| 2010         | ヨーロッパ選手権         | ブダペスト         | 200m自由形             | 8位          | 1分58秒78    |              |                |
| 2010         | ヨーロッパ選手権         | ブダペスト         | 400m自由形             | 6位          | 4分09秒72    |              |                |
| 2010         | ヨーロッパ選手権         | ブダペスト         | 4x100mフリーリレー     | 7位          | 3分40秒17    | 4泳          |                |
| 2010         | ヨーロッパ選手権         | ブダペスト         | 4x200mフリーリレー     | 銀メダル     | 7分52秒69    | 1泳          |                |
| 2010         | 世界短水路選手権         | ドバイ             | 200m自由形             | 予選19位     | 1分57秒10    |              |                |
| 2010         | 世界短水路選手権         | ドバイ             | 400m自由形             | 5位          | 4分00秒14    |              |                |
| 2010         | 世界短水路選手権         | ドバイ             | 800m自由形             | 8位          | 8分16秒73    |              |                |
| 2010         | 世界短水路選手権         | ドバイ             | 4x200mフリーリレー     | 銅メダル     | 7分38秒33    | 2泳          | ヨーロッパ記録 |
| 2011         | 世界選手権               | 上海               | 4x200mフリーリレー     | 4位          | 7分52秒22    | 2泳          |                |
| 2012         | ヨーロッパ選手権         | デブレツェン       | 400m自由形             | 金メダル     | 4分05秒31    |              |                |
| 2012         | ヨーロッパ選手権         | デブレツェン       | 800m自由形             | 銀メダル     | 8分27秒79    |              |                |
| 2012         | オリンピック             | ロンドン           | 400m自由形             | 6位          | 4分05秒95    |              |                |
| 2012         | オリンピック             | ロンドン           | 800m自由形             | 7位          | 8分29秒26    |              |                |
| 2012         | オリンピック             | ロンドン           | 4x200mフリーリレー     | 銅メダル     | 7分47秒49    | 4泳          | フランス記録   |
| 2012         | ヨーロッパ短水路選手権   | シャルトル         | 200m自由形             | 予選4位      | 1分56秒10    |              |                |
| 2012         | ヨーロッパ短水路選手権   | シャルトル         | 400m自由形             | 銅メダル     | 3分59秒80    |              |                |
| 2013         | 世界選手権               | バルセロナ         | 400m自由形             | 予選14位     | 4分10秒70    |              |                |
| 2013         | 世界選手権               | バルセロナ         | 4x200mフリーリレー     | 銅メダル     | 7分48秒43    | 4泳          |                |
| 2013         | 世界選手権               | バルセロナ         | 4x100mメドレーリレー   | 予選失格     | DSQ          | 4泳          |                |
| 2013         | ヨーロッパ短水路選手権   | ヘアニング         | 400m自由形             | 9位          | 4分05秒57    |              |                |
| 2013         | ヨーロッパ短水路選手権   | ヘアニング         | 800m自由形             | 9位          | 8分22秒82    |              |                |
| 2014         | ヨーロッパ選手権         | ベルリン           | 400m自由形             | 予選10位     | 4分10秒48    |              |                |
| 2014         | ヨーロッパ選手権         | ベルリン           | 4x100mフリーリレー     | 5位          | 3分40秒21    | 4泳          |                |
| 2014         | ヨーロッパ選手権         | ベルリン           | 4x200mフリーリレー     | 5位          | 7分55秒36    | 3泳          |                |
| 2014         | ヨーロッパ選手権         | ベルリン           | 混合4x100mフリーリレー | 銅メダル     | 3分27秒02    | 4泳          | フランス記録   |
| 2015         | 世界選手権               | カザン             | 200m自由形             | 予選23位     | 1分59秒70    |              |                |
| 2015         | 世界選手権               | カザン             | 400m自由形             | 予選14位     | 4分09秒68    |              |                |
| 2015         | 世界選手権               | カザン             | 4x200mフリーリレー     | 8位          | 7分55秒98    | 2泳          |                |
| 2016         | オリンピック             | リオデジャネイロ   | 200m自由形             | 予選23位     | 1分58秒83    |              |                |
| 2016         | オリンピック             | リオデジャネイロ   | 400m自由形             | 8位          | 4分06秒98    |              |                |
| 2016         | オリンピック             | リオデジャネイロ   | 4x200mフリーリレー     | 予選10位     | 7分55秒55    | 1泳          |                |

## 樹立した記録
フランス水泳連盟のウェブサイト参照
| 水路   | 記録名         | 種目                   | 記録      | 泳順 | 日付           | 大会                   | 場所                     |
| ------ | -------------- | ---------------------- | --------- | ---- | -------------- | ---------------------- | ------------------------ |
| 短水路 | フランス記録   | 4x100mフリーリレー     | 3分40秒87 | 3泳  | 2003年12月6日  | インタークラブ選手権   | シャロン＝シュル＝ソーヌ |
| 長水路 | フランス記録   | 4x200mフリーリレー     | 7分52秒09 | 2泳  | 2008年3月21日  | ヨーロッパ選手権       | アイントホーフェン       |
| 長水路 | ヨーロッパ記録 | 4x200mフリーリレー     | 7分50秒37 | 4泳  | 2008年8月13日  | オリンピック           | 北京                     |
| 短水路 | 世界記録       | 200m自由形             | 1分53秒18 |      | 2008年12月6日  | フランス短水路選手権   | アンジェ                 |
| 短水路 | フランス記録   | 800m自由形             | 8分05秒32 |      | 2008年12月12日 | ヨーロッパ短水路選手権 | リエカ                   |
| 長水路 | フランス記録   | 4x200mフリーリレー     | 7分50秒18 | 4泳  | 2009年7月30日  | 世界選手権             | ローマ                   |
| 長水路 | フランス記録   | 4x200mフリーリレー     | 7分48秒44 | 1泳  | 2009年7月30日  | 世界選手権             | ローマ                   |
| 短水路 | ヨーロッパ記録 | 4x200mフリーリレー     | 7分38秒33 | 2泳  | 2010年12月15日 | 世界短水路選手権       | ドバイ                   |
| 長水路 | フランス記録   | 4x200mフリーリレー     | 7分47秒49 | 4泳  | 2012年8月1日   | オリンピック           | ロンドン                 |
| 長水路 | フランス記録   | 混合4x100mフリーリレー | 3分27秒02 | 4泳  | 2014年8月22日  | ヨーロッパ選手権       | ベルリン                 |

## 自己ベスト
フランス水泳連盟のウェブサイト参照
| 種目       | 記録      | 日付           | 大会                            | 場所           | 備考           |
| 長水路     | 長水路    | 長水路         | 長水路                          | 長水路         | 長水路         |
| ---------- | --------- | -------------- | ------------------------------- | -------------- | -------------- |
| 50m自由形  | 26秒31    | 2011年6月11日  | モンテカルロ・ミーティング      | モナコ         |                |
| 100m自由形 | 55秒49    | 2012年3月3日   | Trophée de Natation de Sabadell | サバデル       |                |
| 200m自由形 | 1分56秒57 | 2008年8月14日  | オリンピック                    | 北京           |                |
| 400m自由形 | 4分03秒29 | 2009年7月26日  | 世界選手権                      | ローマ         |                |
| 800m自由形 | 8分25秒32 | 2009年4月22日  | フランス選手権                  | モンペリエ     |                |
| 短水路     |           |                |                                 |                |                |
| 50m自由形  | 25秒48    | 2011年11月13日 | Meeting National d'Automne      | コンピエーニュ |                |
| 100m自由形 | 54秒68    | 2009年12月10日 | ヨーロッパ短水路選手権          | イスタンブール |                |
| 200m自由形 | 1分53秒18 | 2008年12月6日  | フランス短水路選手権            | アンジェ       | 元世界記録     |
| 400m自由形 | 3分56秒24 | 2008年11月16日 | ワールドカップ                  | ベルリン       |                |
| 800m自由形 | 8分05秒32 | 2008年12月12日 | ヨーロッパ短水路選手権          | リエカ         | 元フランス記録 |